# Portland, Oregon
Portland är den största staden i delstaten Oregon i nordvästra USA. 2010 hade den 583 776 invånare. Samma år hade storstadsregionen Portland-Vancouver-Beaverton, som inkluderar Vancouver, delar av delstaten Washington och Beaverton, 2 226 009 invånare.
Portland ligger i Multnomah County, är dess centralort och belägen vid sammanflödet av floderna Willamette och Columbia. Portland är USA:s 21:e största stad.

## Historia
Portland grundades 1851, men är bebott sedan 1843 då William Overton, från Tennessee, och Asa Lovejoy, från Boston, Massachusetts, såg stor potential i området kring Willamette River. Overton, som inte hade råd att muta in landområdet, fick hjälp av Lovejoy genom överenskommelsen om delning av de 640 tunnlanden, som kallades The Clearing. Overton sålde senare sin halva till Francis Pettygrove, från Portland, Maine. Lovejoy och Pettygrove kunde inte enas om ett namn på området, de båda ville uppkalla det efter sina respektive hemorter, så de avgjorde det genom slantsingling, som Pettygrove följaktligen vann.
År 1860 hade staden vuxit till 2 874 invånare och 1880 till 17 577. År 1883 förbands Portland med järnvägsförbindelse österut genom Northern Pacific railway. 1890 nådde staden 46 385 invånare, 1900 90 426, 1910 207 214 och 1920 258 288 invånare.

## Geografi

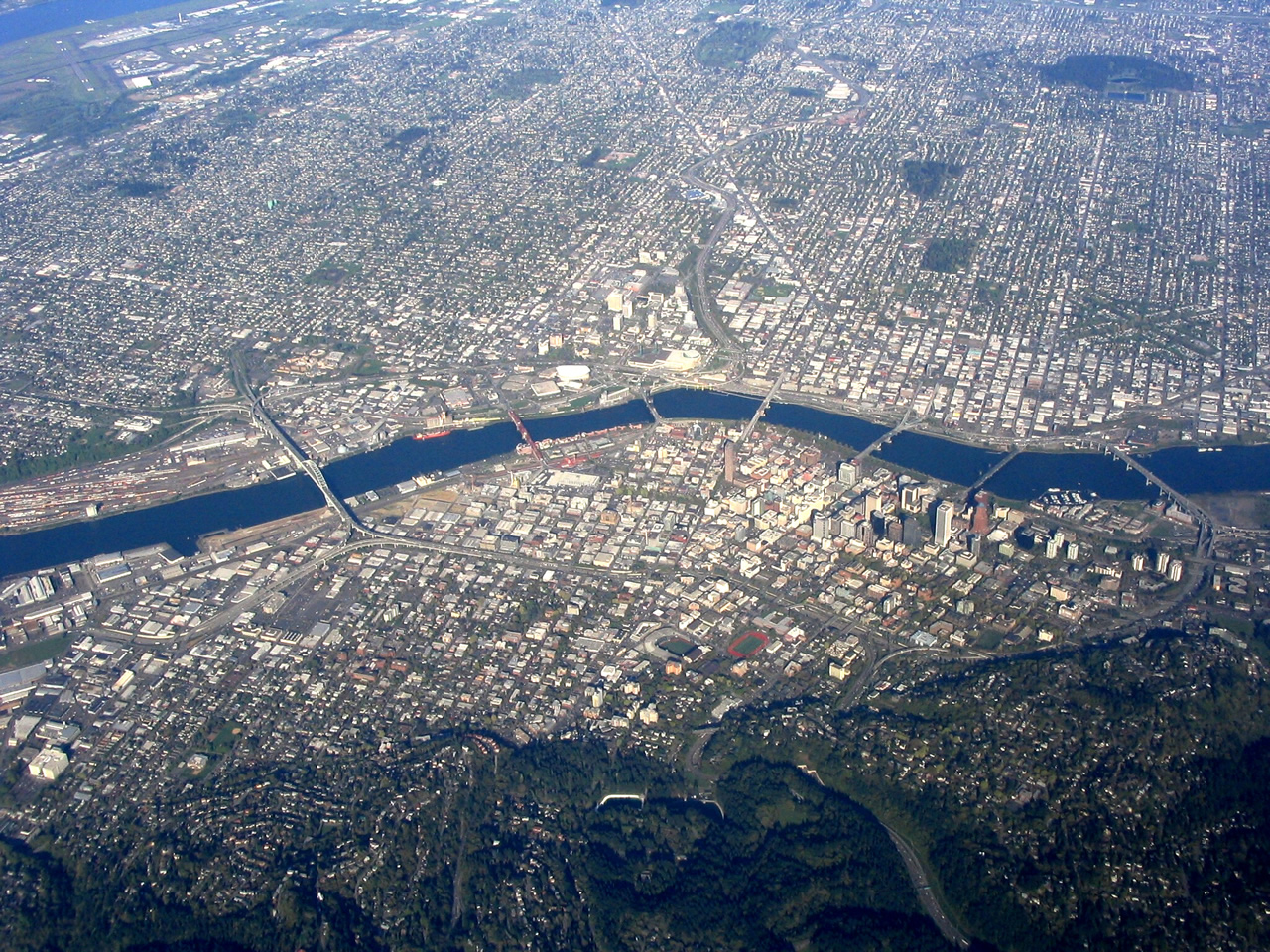
Portland från luften.

Portland är beläget i den norra delen av Oregons folktätaste del, Willamette Valley. Staden ligger till största del i Multnomah County, men mindre delar sträcker sig in i angränsande Clackamas och Washington County. Willamette Rivers nord-sydliga sträckning genom stadens mitt avgränsar de sydvästra och sydöstra delarna från varandra innan floden ansluter till Columbiafloden. Columbiafloden utgör också gräns mot delstaten Washington i norr.
Portland har en total yta om 376,5 kvadratkilometer varav 28,6 kvadratkilometer består av vatten.
Portland ligger på ett utslocknat lavafält, kallat Borings lavafält, från tidsåldrarna pliocen och pleistocen. Lavafältet består av minst 32 konvulkaner, varav Mount Tabor är mest framträdande. Den potentiellt aktiva vulkanen Mount Hood, öster om Portland, syns väl från stora delar av staden, och på högre nivåer i Portland syns även Mount Saint Helens, 85 kilometer åt nordost. Den vulkanen är tillräckligt nära Portland för att ha kunnat sprida en del av sin aska från dess utbrott 1980 över staden.

### Klimat
Portland har ett tempererat klimat, med många inslag som gör att det liknar medelhavsklimat, med omkring 940 millimeter årlig nederbörd fördelat på 155 regndagar. Snö är väldigt sällsynt.
Vintrarna är milda och nederbördsrika medan somrarna bjuder på varmt och torrt väder. Sommarmånaderna, juni-september, är de torraste med knappt 25 millimeter nederbörd per månad, dock är det väldigt ovanligt att de är helt nederbördsfria. November till april är blötast - det är också då 80% av den årliga nederbörden faller. Genomsnittligt lägsta temperaturen är omkring 3 °C (dec-jan) och den genomsnittligt högsta är 28 °C (aug).
Lägsta uppmätta temperaturen någonsin är -19 °C och den högsta uppmätta är +42 °C, som inträffat flera gånger.

## Sport
- Portland Timbers (MLS)
- Portland Trail Blazers (NBA)

## Vänorter
Portland har nio vänorter och inledande kontakter med Tallinn, Estland utöver dem:
- Ashkelon, Israel
- Bologna, Italien
- Guadalajara, Mexiko
- Kaohsiung, Taiwan
- Chabarovsk, Ryssland
- Mutare, Zimbabwe
- Sapporo, Japan
- Suzhou, Kina
- Ulsan, Sydkorea

## Kända personer från Portland
- Carrie Mae Weems, Hasselbladspristagare 2023
- Matt Groening, skaparen av Simpsons och Futurama
- Tonya Harding, konståkare
- John Reed, journalist
- Tommy Thayer, gitarrist i rockbandet Kiss
- Dan Reed, musiker
- Elliott Smith, sångare
- Galen Rupp, friidrottare
- Chael Sonnen, UFC-fighter
- Chris Botti, trumpetare
- Richard Fosbury, friidrottare
- Dan O'Brien, friidrottare
- Linus Pauling, kemist, fredsaktivist och nobelpristagare